# آیالا لند
آیالا لند (انگلیسی: Ayala Land) شرکت املاک فیلیپینی است، که در سال ۱۹۸۸ توسط شرکت آیالا کورپوریشن تأسیس شد.